# Campionati europei di slittino 2002
I Campionati europei di slittino 2002 sono stati la 38ª edizione della competizione.
Si sono svolti a Altenberg, in Germania.

## Medagliere
| Pos.   | Nazione  | Oro | Argento | Bronzo | Totale |
| ------ | -------- | --- | ------- | ------ | ------ |
| 1      | Germania | 3   | 3       | 1      | 7      |
| 2      | Austria  | 1   | 1       | 1      | 3      |
| 3      | Italia   | 0   | 0       | 2      | 2      |
| Totale | Totale   | 4   | 4       | 4      | 12     |

## Podi
| Evento            | Oro                                                              | Argento                                                          | Bronzo                                                             |
| Singolo Maschile  | Markus Prock                                                     | Denis Geppert                                                    | Armin Zöggeler                                                     |
| Singolo Femminile | Sylke Otto                                                       | Silke Kraushaar                                                  | Barbara Niedernhuber                                               |
| Doppio            | Patric Leitner Alexander Resch                                   | Tobias Schiegl Markus Schiegl                                    | Gerhard Plankensteiner Oswald Haselrieder                          |
| Squadre mista     | Germania Georg Hackl Silke Kraushaar Steffen Skel Steffen Wöller | Germania Denis Geppert Sylke Otto Patric Leitner Alexander Resch | Austria Markus Prock Angelika Neuner Tobias Schiegl Markus Schiegl |